# Gmina Tereszpol
Die Gmina Tereszpol ist eine Landgemeinde im Powiat Biłgorajski der Woiwodschaft Lublin in Polen. Ihr Sitz ist das Dorf Tereszpol-Zaorenda mit etwa 1150 Einwohnern.

## Gliederung
Zur Landgemeinde Tereszpol gehören folgende Ortschaften mit einem Schulzenamt:
Bukownica, Lipowiec, Szozdy, Tereszpol-Zaorenda, Tereszpol-Kukiełki und Tereszpol-Zygmunty.
Weitere Orte der Gemeinde sind Panasówka und Zahart.